# Nasser Mohammed Al-Ahmed Al-Sabah
Nasser Mohammed Ahmad Al-Jaber Al-Sabah (in arabo ناصر المحمد الأحمد الصباح; Al Kuwait, 1940) è un politico kuwaitiano.
Dal febbraio 2006 al novembre 2011 è stato il Primo ministro del Kuwait.
È nipote di Sabah Al-Ahmad Al-Jaber Al-Sabah, Emiro tra il 2006 e il 2020.